# Leichtathletik-Weltmeisterschaften 2023/Teilnehmer (Ghana)
| Goldmedaillen | Silbermedaillen | Bronzemedaillen |
| ------------- | --------------- | --------------- |
| —             | —               | —               |

Der Leichtathletikverband von Ghana nahm an den Leichtathletik-Weltmeisterschaften 2023 in Budapest teil. Sieben Athletinnen und Athleten wurden vom ghanaischen Verband nominiert.

## Ergebnisse

### Männer

#### Laufdisziplinen
| Athlet                                                               | Disziplin | Vorlauf | Vorlauf | Halbfinale | Halbfinale | Finale | Finale |
| Athlet                                                               | Disziplin | Zeit    | Platz   | Zeit       | Platz      | Zeit   | Platz  |
| -------------------------------------------------------------------- | --------- | ------- | ------- | ---------- | ---------- | ------ | ------ |
| Joseph Paul Amoah                                                    | 200 m     | 20,56 s | 05      | DNQ        | DNQ        | –      | –      |
| James Dadzie                                                         | 200 m     | DNF     | DNF     | DNQ        | DNQ        | –      | –      |
| Joseph Paul Amoah Sarfo Ansah Isaac Botsio James Dadzie Edwin Gadayi | 4 × 100 m | DNS     | DNS     |            |            | DNQ    | DNQ    |

### Frauen

#### Sprung/Wurf
| Athletin       | Disziplin  | Qualifikation | Qualifikation | Finale     | Finale |
| Athletin       | Disziplin  | Weite/Höhe    | Platz         | Weite/Höhe | Platz  |
| -------------- | ---------- | ------------- | ------------- | ---------- | ------ |
| Rose Yeboah    | Hochsprung | DNS           | DNS           | DNQ        | DNQ    |
| Deborah Acquah | Weitsprung | 6,50 m        | 19            | DNQ        | DNQ    |